# CNOサイクル

CNOサイクルの模式図

CNOサイクル (CNO cycle) とは恒星内部で水素がヘリウムに変換される核融合反応過程の一種である。陽子-陽子連鎖反応が太陽程度かそれ以下の小質量星のエネルギー源であるのに対して、CNOサイクルは太陽より質量の大きな恒星での主なエネルギー生成過程である。
CNOサイクルの理論は1937年から1939年にかけて、ハンス・ベーテとカール・フリードリヒ・フォン・ヴァイツゼッカーによって提唱された。ベーテはこの功績によって1967年のノーベル物理学賞を受賞した。CNOサイクルの名前は、この反応過程に炭素(C)・窒素(N)・酸素(O)の原子核が関わるところに由来する。
恒星内部での水素燃焼には陽子-陽子連鎖反応とCNOサイクルの両方が働いているが、CNOサイクルは大質量星のエネルギー生成過程に大きく寄与している。太陽内部でCNOサイクルによって生み出されるエネルギーは全体の約1.6%に過ぎない。
CNOサイクルは温度が約1,400万-3,000万Kの環境で稼動する。さらに、サイクル反応が回り始めるための「種」として12Cや16Oといった原子核がある程度存在する必要がある。現在考えられている元素合成理論では、ビッグバン元素合成で炭素や酸素はほとんど生成されないと考えられるため、宇宙誕生後の第1世代（種族III）の恒星の内部ではCNOサイクルによるエネルギー生成は起こらなかったと考えられる。このような星の内部ではトリプルアルファ反応によってヘリウムから炭素が合成された。やがてこれらの星が超新星爆発によって炭素を星間物質として供給したため、そこから生まれた第2世代以後の恒星では炭素原子核が最初から恒星内に含まれており、CNOサイクルの触媒として働くようになっている。

## CNO-1 サイクル
CNOサイクルの場合も陽子-陽子連鎖反応と同様に、4個の水素原子核が1個のヘリウム原子核に変換される。CNOサイクルの反応経路は以下の通りである。表中の「平均寿命」は各反応が進行する平均的な時間尺度を示す。
| 反応                                    | 反応                       | 反応                                                                    | 反応      | 平均寿命      |
| --------------------------------------- | -------------------------- | ----------------------------------------------------------------------- | --------- | ------------- |
| {\displaystyle {\ce {^{12}C\ + {}^1H}}} | {\displaystyle {\ce {->}}} | {\displaystyle {\ce {^{13}N\ + \gamma}}}                                | +1.95 MeV | 1.3 × 107 年  |
| {\displaystyle {\ce {^{13}N}}}          | {\displaystyle {\ce {->}}} | {\displaystyle {\ce {^{13}C\ +{\mathit {e}}^{+}\ +\nu _{\mathit {e}}}}} | +1.37 MeV | 7 分          |
| {\displaystyle {\ce {^{13}C\ + {}^1H}}} | {\displaystyle {\ce {->}}} | {\displaystyle {\ce {^{14}N\ + \gamma}}}                                | +7.54 MeV | 2.7 × 106 年  |
| {\displaystyle {\ce {^{14}N\ + {}^1H}}} | {\displaystyle {\ce {->}}} | {\displaystyle {\ce {^{15}O\ + \gamma}}}                                | +7.35 MeV | 3.2 × 108 年  |
| {\displaystyle {\ce {^{15}O}}}          | {\displaystyle {\ce {->}}} | {\displaystyle {\ce {^{15}N\ +{\mathit {e}}^{+}\ +\nu _{\mathit {e}}}}} | +1.86 MeV | 82 秒         |
| {\displaystyle {\ce {^{15}N\ + {}^1H}}} | {\displaystyle {\ce {->}}} | {\displaystyle {\ce {^{12}C\ + {}^4He}}}                                | +4.96 MeV | 1.12 × 105 年 |

最後の反応で作られた 12C が再び水素と融合することで、全体がサイクル反応となる。
この過程では 12C, 13C, 14N, 15N が水素と融合する反応が本質的であることから、CNサイクルと呼ばれる場合もある。途中で生成される 13N と 15O は不安定な核種で、短時間でベータ崩壊して陽電子と電子ニュートリノを放出する。
このサイクルで行なわれる正味の反応は、4個の水素原子核（陽子）が融合して1個のヘリウム原子核（アルファ粒子）と2個の陽電子、2個のニュートリノに変換され、エネルギーがガンマ線として放射されるというものである。反応過程に現れる炭素・酸素・窒素原子核は反応の触媒として働き、サイクル中で再生産される。

## CNO-2 サイクル
上記の反応の最後で 15N と水素が融合する際に、約0.04%の確率で 12C と 4He ではなく 16O とガンマ線光子が作られる場合がある。この場合にはサイクルが分岐し、以下の反応経路をとる。
| {\displaystyle {\ce {^{15}N\ + {}^1H}}} | {\displaystyle {\ce {->}}} | {\displaystyle {\ce {^{16}O\ + \gamma}}}                                |
| {\displaystyle {\ce {^{16}O\ + {}^1H}}} | {\displaystyle {\ce {->}}} | {\displaystyle {\ce {^{17}F\ + \gamma}}}                                |
| {\displaystyle {\ce {^{17}F}}}          | {\displaystyle {\ce {->}}} | {\displaystyle {\ce {^{17}O\ +{\mathit {e}}^{+}\ +\nu _{\mathit {e}}}}} |
| {\displaystyle {\ce {^{17}O\ + {}^1H}}} | {\displaystyle {\ce {->}}} | {\displaystyle {\ce {^{14}N\ + {}^4He}}}                                |

CNO-1 サイクルでの炭素・窒素・酸素と同じく、この CNO-2 サイクルで生成されるフッ素原子核も単に触媒として働き、サイクル反応が定常状態にある場合には恒星内に溜まることはない。

## エネルギー生成
CNOサイクルでは1サイクルごとに約25MeVのエネルギーが生成される。CNOサイクルの1サイクルが完結するまでの時間は約 3.8 × 108 年で、陽子-陽子連鎖反応の時間尺度（約109年）よりも短い。このため、CNO サイクルを主なエネルギー源とする大質量星では単位時間当たりのエネルギー生成率が小質量星よりも大きい。
また、CNOサイクルは温度に非常に敏感な反応である。CNOサイクルのエネルギー生成率は温度の15乗に比例する。従って温度が5%上昇するとエネルギーの放出は約2.08倍に増加する。
シリウスは、太陽の質量の2倍であるが、明るさは太陽の25倍である。これは、太陽が陽子―陽子反応で核融合を行っているのに対し、シリウスではCNOサイクルで核融合を行っているためである。質量が太陽よりも1.2倍以上のすべての星でCNOサイクルが主体の反応となっている。